# Andrew Howard
Andrew Howard (Cardiff, 12 de junio de 1969) es un actor de cine, teatro y televisión Británico, con nacionalidad estadounidense. Es conocido, entre otros, por sus papeles en Taken 3, Sin Límites y en la serie de televisión Watchmen.

## Vida personal
Andrew Howard nació en Cardiff en una familia con otros dos hermanos: Kate y Matthew. Sus padres, Neil y Kathleen, regentan el Lincoln House Private Hotel  de Cardiff.
A finales de los años 80, se preparó en el Cygnet Training Theatre, de Exeter. A partir de allí, se dedicó en un principio al teatro.
Está casado con Sarah Essex. Ha procurado mantener su mujer, su matrimonio y su familia fuera de los focos. Se sabe que han tenido una hija juntos, Frances Esme Howard, aparte de dos hijos que tenía ella de una relación anterior, Lucien y Scarlett.
En 2014, la revista Wales Online le nombró el cuadragésimo octavo hombre más sexy de Gales.

## Carrera
Empezó como actor de teatro, participando en obras comoTwelfth Night y Beggar's Opera.
En 2002, ejerció de guionista del drama británico Shooters.
En 2012, fue uno de los actores galeses a los que invitaron a leer un fragmento de The Richard Burton Diaries cuando se lanzó el libro.

## Filmografía

### Teatro
A lo largo de su carrera, ha seguido actuando en el teatro, con obras como  La naranja mecánica (en la que interpretaba a Alex de Large), Electra (interpretando a Orestes) y Peer Gynt (interpretando a Peer Gynt).

### Películas
| Año  | Título                                    | Papel                | Notas |
| ---- | ----------------------------------------- | -------------------- | ----- |
| 1999 | The Cherry Orchard (película)             | Trofimov             |       |
| 1999 | Shades                                    | Dylan Cole           |       |
| 2000 | Rancid Aluminium                          | Trevor               |       |
| 2001 | Mr In-Between                             | Jon                  |       |
| 2002 | Shooters                                  | J                    |       |
| 2002 | Moonlight                                 | Líder de una banda   |       |
| 2002 | Below                                     | Hoag                 |       |
| 2004 | One Perfect Day                           | Hector Lee           |       |
| 2005 | Heights                                   | Ian                  |       |
| 2005 | The Last Drop                             | Capitán Edward Banks |       |
| 2005 | Revolver                                  | Billy                |       |
| 2006 | The Devil's Chair                         | Nick West            |       |
| 2007 | Cassandra's Dream                         | Jerry                |       |
| 2008 | Love Me Still                             | Mickey Ronson        |       |
| 2009 | Luster                                    | Thomas Luster        |       |
| 2009 | Blood River                               | Joseph               |       |
| 2010 | I Spit on Your Grave                      | Sheriff Storch       |       |
| 2011 | Sin límites                               | Gennady              |       |
| 2011 | The Hangover Part II                      | Nikolai              |       |
| 2014 | Taken 3                                   | Maxim                |       |
| 2014 | Squatters                                 | Ronald               |       |
| 2015 | Unbelief                                  | Kane                 | Corto |
| 2016 | True Memoirs of an International Assassin | Anton Masovich       |       |
| 2017 | CHiPs                                     | Arnaud               |       |
| 2018 | Verdad o reto                             | Randall Himoff       |       |
| 2019 | Anna                                      | Oleg                 |       |
| 2020 | Tenet                                     | Conductor            |       |
| 2025 | The Accountant 2                          | Batu                 |       |

### Series
| Año       | Título                            | Papel                          | Notas                             |
| --------- | --------------------------------- | ------------------------------ | --------------------------------- |
| 2001      | Band of Brothers                  | Capitán Clarence Hester        | 2 episodios. Miniserie.           |
| 2003      | El león en invierno               | Ricardo Corazón de León        | Película para televisión          |
| 2007      | Suspect                           | Stella                         | Película para televisión          |
| 2011      | Law & Order: Special Victims Unit | Luke Ronson                    | Episodio "Smoked"                 |
| 2011      | CSI: Crime Scene Investigation    | Johannes Desmoot               | Episodio "A Kiss Before Frying"   |
| 2011      | Burn Notice                       | Tavian Khorza                  | 3 episodios                       |
| 2012      | Hatfields & McCoys                | "Bad" Frank Phillips           | Miniserie                         |
| 2012-2013 | NCIS: Los Ángeles                 | Dmitri Greshnev                | 2 episodios                       |
| 2013      | Copper                            | Sr. O'Rourke                   | 3 episodios                       |
| 2013      | Boardwalk Empire                  | August Tucker                  | Episodio "Acres of Diamonds"      |
| 2013      | Ironside                          | Ricky Tybor                    | Episodio "Hell on Wheels"         |
| 2014      | Elementary                        | Devin Gasper                   | Episodio "The Diabolical Kind"    |
| 2014      | The After                         | McCormick                      | Película para televisión          |
| 2014      | Banshee                           | Quentin                        | Episodio "Armies of One"          |
| 2014      | The Blacklist                     | Milo                           | "Berlin (No. 8): Conclusion"      |
| 2014-2015 | Hell on Wheels                    | Dandy Johnny Shea              | 7 episodios                       |
| 2015      | The Lizzie Borden Chronicles      | Billy Borden                   | 2 episodios Serie limitada        |
| 2015      | Proof                             | Randall Mason                  | Episodio "Redemption"             |
| 2015      | Agents of S.H.I.E.L.D.            | Luther Banks                   | Personaje recurrente. 6 episodios |
| 2015      | Agent X                           | Nicolas Volker / Raymond Marks | Personaje recurrente. 8 episodios |
| 2015-2016 | Bates Motel                       | Will Decody                    | Personaje recurrente. 8 episodios |
| 2017      | 24: Legacy                        | Gabriel                        | Episodio "4:00 p.m.-5:00 p.m."    |
| 2017      | The Brave                         | Ranier Boothe                  | Episodio "The Greater Good"       |
| 2018-2019 | The Outpost                       | Mariscal Wythers               | Personaje principal               |
| 2019      | The Oath                          | Kraley                         | 5 episodios                       |
| 2019      | Watchmen                          | Red Scare                      | Personaje principal               |
| 2020      | Perry Mason                       | Detective Ennis                | Miniserie                         |

* Fuente: Imdb

## Premios
| Año  | Organización                               | Premio                     | Trabajo       | Resultado | Notas |
| ---- | ------------------------------------------ | -------------------------- | ------------- | --------- | --- |
| 2001 | Tokyo International Film Festival          | Mejor actor                | Mr In-Between | Ganador   | |
| 2009 | New York VisionFest                        | Mejor actuación revelación | Blood River   | Ganador   | |
| 2009 | Honolulu International Festival            | Mejor actor                | Blood River   | Ganador   | |
| 2015 | Philadelphia Independent Film Festival, US | Mejor actor                | Unbelief      | Nominado  | |
| 2015 | Northeast Film Festival, US                | Mejor actor en un corto    | Unbelief      | Nominado  | |
| 2015 | Hang Onto Your Shorts Film Festival, NJ    | Mejor actor en un corto    | Unbelief      | Nominado  | |
| 2015 | CineRockom International Film Festival     | Mejor actor en un corto    | Unbelief      | Ganador   | Compartido con Tobin Bell |
| 2019 | CineRockom International Film Festival     | Mejor reparto televisivo   | Watchmen      | Nominado  | Junto a Regina King, Yahya Abdul-Mateen II, Tom Mison, Sara Vickers, Jeremy Irons, Louis Gossett Jr., Jean Smart, Tim Blake Nelson y Dylan Schombing |

* Fuente: Imdb